# Côtes-d'Armor
Côtes-d'Armor là một tỉnh của Pháp, thuộc vùng hành chính Bretagne, tỉnh lỵ Saint-Brieuc, bao gồm 4 quận với các quận lỵ còn lại là: Dinan, Guingamp, Lannion.

## Lịch sử
Côtes-du-Nord là một trong 83 tỉnh ban đầu được tạo ra trong cuộc cách mạng Pháp ngày 4 tháng 3 năm 1790. Nó được tạo ra từ một phần của tỉnh Brittany cũ. Tên của nó đã được thay đổi vào năm 1990 để Côtes-d'Armor (ar mor có nghĩa là "biển" trong tiếng Breton và Côtes có nghĩa là "bờ biển" trong tiếng Pháp). Tên cũng có một ý nghĩa lịch sử nhắc lại tỉnh La Mã của Armorica.
Tỉnh hiện tại tương ứng với phần lớn lịch sử của Trégor, một phần của Cornouaille, và phần lớn của Saint-Brieuc.

## Địa lý
Côtes-d'Armor là một phần của khu vực hành chính hiện tại của Brittany và được bao quanh bởi các phòng ban của Finistère, Morbihan và Ille-et-Vilaine với Kênh tiếng Anh ở phía bắc.

## Nhân khẩu
Những cư dân của tỉnh danh xưng tiếng Pháp là Costarmoricains.